# Ali al-Hasani
Ali Fahmi al-Hasani (arab. على فهمي الحسني, ur. w styczniu 1897 w Kairze, zm. w 1976) – egipski piłkarz, występujący na pozycji pomocnika. Uczestnik Igrzysk Olimpijskich 1920, 1924 i 1928.
Zawodnik wystąpił we wszystkich spotkaniach, jakie reprezentacja Egiptu rozegrała podczas igrzysk w 1920, 1924 i 1928 roku. Na turnieju w 1928 roku, w którym drużyna Egiptu zajęła czwarte miejsce zdobył jedną bramkę z rzutu karnego w spotkaniu pierwszej rundy (1/8 finału) z Turcją.